# Gouvernement de la Russie du Sud
Ne doit pas être confondu avec Commandement général des forces armées de la Russie du Sud ou Gouvernement russe du Sud.
1920–1920
Entités précédentes :
- Gouvernement russe du Sud

Entités suivantes :
- République socialiste soviétique autonome de Crimée

Le Gouvernement de la Russie du Sud, en russe Правительство Юга России, Pravitel'stvo Yuga Rossii, est un gouvernement militaire qui contrôlait une partie du Sud de la Russie dans le cadre de la guerre civile russe. Il était dirigé par les Russes blancs. Le gouvernement russe du Sud a été dissous à Théodosie le 30 mars 1920. Le général Piotr Nikolaïevitch Wrangel met en place un nouveau gouvernement de la Russie du Sud à Sébastopol en avril qui recevra l'assistance des Alliés, dont la France, les États-Unis et la Pologne nouvellement indépendante.
Au début du mois de novembre 1920, les bolcheviks remportent des victoires décisives et entrent en Crimée. Wrangel fait évacuer le 16 novembre, 146 000 personnes vers Constantinople avec les navires disponibles. Ce retrait marque la disparition des Russes Blancs en Russie.